# Aysenoides
Aysenoides is een geslacht van spinnen uit de  familie van de Anyphaenidae (buisspinnen).

## Soorten
- Aysenoides colecole Ramírez, 2003
- Aysenoides nahuel Izquierdo & Ramírez, 2008
- Aysenoides parvus Ramírez, 2003
- Aysenoides terricola Ramírez, 2003